# Свистуновы
Свистуновы — древний дворянский род.
Род внесён в VI часть родословных книг Калужской, Тверской, Московской и Псковской губерний

## Происхождение и история рода
Происходит от Салтана Свистуна, въехавшего из Золотой Орды в Польшу, а оттуда в Россию, вместе с сыном Истомой Салтановичем Свистуновым, который принял православную веру. В основном, представители рода служили по Торопцу в городовых дворянах и рейтарах.
Имя родоначальника Салтан Свистун на арабском языке обозначает титул: князь, монарх, государь.

## Известные представители
- Свистунов Дмитрий Истомич — помещик Полоцкого уезда (1568).
- Свистунов Богдан Истомич — помещик Полоцкого уезда (1568), торопецкий городовой дворянин (1606)[3].
- Пётр Семёнович Свистунов (1732—1808) — сенатор, писатель и переводчик.
- Пётр Николаевич Свистунов (1803—1889) — декабрист.
- Алексей Николаевич Свистунов (1808—1872) — директор департамента личного состава в Министерстве иностранных дел.
- Александр Павлович Свистунов (1830 — не ранее 1903) — генерал-адъютант.
- Гавриил Дмитриевич Свистунов (1868—1940) — генерал-майор.

## Описание герба

#### Герб Свистуновых 1785 г.
В Гербовнике Анисима Титовича Князева 1785 года имеется печать с гербом Петра Семеновича Свистунова: щит разделён горизонтально на две части и нижняя часть разделена вертикально ещё на две части (три части). В верхней, первой части, в серебряном поле, золотой лев, стоящий на четырёх лапах с поднятым хвостом, мордой обращенный вправо. Во второй, нижней части, имеющей серебряное поле, чёрный кадуцей. В третьей нижней части, в красном поле, золотой гриф. Щит увенчан коронованным дворянским шлемом, без клейнода на шее. Нашлемник — три страусовых пера. Щитодержатели — справа восстающий лев с высунутым языком и поднятым хвостом, слева — восстающий гриф, мордами обращены в разные стороны от щита. Цветовая гамма намёта не определена. Под щитом воинская арматура в виде ствола пушки и двух знамён.

#### Герб. Часть III. № 48.
Щит разделён на четыре части, из коих в первой в голубом поле изображен Лев натурального цвета бегущий по серебряной Горе с загнутым хвостом. Во второй части в золотом поле означены крестообразно масличная Ветвь и Шпага, остроконечием обращённая вверх. В третьей части в красном поле посредине на полосе серебром означенной видны две Розы и между них Меркуриев Жезл положенный диагонально через полосу. В четвёртой части в голубом поле красный Гриф, входящий на серебряную Крепость.
Щит увенчан дворянскими шлемом и короной. Нашлемник: три страусовых пера. Намёт на щите голубой и серебряный, подложенный золотом и красным.